# Споменички комплекс у селу Бела Вода (гробље, чесма, црква и Милуновића кућа)
Споменички комплекс се налази у селу Бела Вода, под заштитом је Завода за заштиту споменика културе Краљево. С обзиром да представља значајну историјску грађевину, проглашен је непокретним културним добром Републике Србије.

## Историја
Споменички комплекс у Белој Води чине гробље, чесма, црква и Милуновића кућа.
Гробље броји неколико стотина различитих споменика рађених у камену – беловодском пешчару који су настајали у континуитету од друге половине 18. века до данашњих дана. Настајали су у средишту клесарске уметности и занатства овог краја који је до педесетих година 20. века био доминантан у централној Србији.
Велика чесма у Белој Води је саграђена од беловодског камена пешчара, зидови соклом, а кров је поплочан каменим плочама. Има облик правоугаоне кућице са тросливним кровом, димензија 3,90 × 3,15 m и висине око 2,50 m.
Црква заузима доминирајуће место и налази се на брежуљку изнад центра села. Грађена је у стилу еклектицизма са неоморавским елементима из 1936. године.
Кућа Милуновића спада у ред типичних моравских кућа, која је срушена. Имала је правоугаону основу, димензија 8,6 × 7,38 m. У централни регистар је уписана 2. октобра 2019. под бројем СК 85, а у регистар Завода за заштиту споменика културе Краљево 18. септембра 2019. под бројем СК 14.